# いまどきのこども

『いまどきのこども』は、玖保キリコの漫画。

## 概要
小学生の日常生活を独特の笑いのセンスで描き、洗練されたかわいらしい絵柄で人気を博した。
文房具や弁当箱などキャラクター商品化もされた。1988年からソニー・クリエイティブプロダクツが商品展開。
『シニカル・ヒステリー・アワー』と同じ小学校が舞台となっており、同作のキャラクターが時々登場することもある。
キャラクターの学年については、同級生が8歳と確認できるエピソードがあるため2年生か3年生と思われるが、1年生と明記されているエピソードもあり、設定は掲載誌に合わせ変化したようである。

## 連載誌
- ビッグコミックスピリッツ：1986年6月9日号〜1991年4月5日号、1987年〜1991年増刊号
- 小学一年生：1991年6月号〜1994年11月号
- 小学六年生：1991年5月号〜1994年3月号

## 登場キャラクター

### 主要キャラクター
キリ太（茶柱キリ太）
黄桜小学校に通う小学生の男の子。両親と大学生の姉の４人家族。少しボーッとしていてのんびりとした性格のいまどきの子供。外見はトマトに似ている。
ツグム（音無ツグム）
キリ太と同じクラスの男の子。その名の通り無口で大人しい（彼がふきだしで話すことはほとんどなく、背景上の活字か他の人物が反復する形をとる）。しかしその静けさの奥に熱いメタル魂を秘めており、ヘヴィメタルバンド「アイアン・マダム」の大ファン。家はカトリック信者。一人っ子。サイズの合わない大人用のロンドンブーツを宝物にしている。
タクミ（世渡タクミ）
キリ太と同じクラスに転校して来た男の子。計算高く頭のいい優等生だが、その計算が裏目に出る事が多い。見栄っ張りで意外とお人好し。歯科が苦手。大学生の兄がおり、初期は兄に憧れていた。
クリコ（栗田クリコ）
キリ太と同じクラスの女の子。かわいい顔をしているが、性格はとてもわがままで自分勝手でいい加減（本人曰く、数年前は内気だった。また初期の頃は落ち着いた性格をしており、社会科の係を任されていた）。弟をいつも邪険に扱っている。甘いものが好き。
竹蔵（栗田竹蔵）
クリコの弟の幼児。クリコの事が大好きでいつもつきまとっている。何でも姉のまねをしたがり、服も姉のお下がりを着ているためよく女の子に間違われる。
こまり（小手毬こまり）
隣のクラスの女の子。タクミを好きで猛烈なアプローチを重ねている。勉強も運動も出来、料理や編み物も得意なしっかり者だがどこか不気味な女の子。
一平（草野一平）
キリ太らと同じクラスの男の子。外見・性格とも朴訥で詩人の心を持っている。興奮すると鼻の穴をすぴすぴと膨らませる。美しい姉がいる。
シャベール（シャベール・ソン・デ・ダマール）
ダマール王国の王子。ツグムとうりふたつの外見だがおしゃべり。時々ツグムのところに遊びにくる。
フク助（細川フク助）
いつもスナック菓子を食べている隣のクラスの男の子。異名「スナック小僧」。スナック菓子の開発に携わる父に的確なアドバイスを行う。
宗吉
クリコと同じマンションに住んでいる少年。竹蔵の友達。常に野球帽を被っている。竹を半分に割ったものを「いいもの」「せんいちえん」と称し様々なところに打ち付ける。
ナオミ（鈴木ナオミ）
キリ太らと同じ小学校に転校して来た六年生の女の子。外見は美少女だが性格は快活で男らしく個性的。
タジオ
キリ太らと同じ小学校に通う六年生。ナオミと同じクラスでブン太やアキヒコと仲良し。まじめでしっかりとした性格。
ブン太
タジオと同じクラスの友人。ヘヴィメタル好きでツグムと交流がある。
カナコ
タジオと同じクラスの女の子。わがままでひねくれているためクラスの女子からは嫌われている。顔はかわいらしいがいつもむすっとした表情。
アキヒコ（山口アキヒコ）
タジオと同じクラスの友人。クリコと同じマンションに住んでいる。

### 家族など
クルミ（茶柱クルミ）
キリ太の姉。遊び好きでいい加減な女子大生。弟やその友達を結構かわいがっていたりする。普段は目が半開きのやや冴えない風貌だが、家の外で異性と会う時は目がパッチリ開き、それなりに見栄えを良くする特技を持つ。なお「遊びたいので結婚はまだしたくない」とのこと。
スグル（世渡スグル）
タクミの兄の大学生。コンパや流行を追うのに忙しい日々を送る。見た目は割と良いが、内面で底の浅さがあり、知り合いになってその辺りの欠点を知られてしまう途端に女性は皆、離れていく。
一平の姉
美人でお菓子作りが大好きなお姉さん。優しくおっとりしてるようで意外とキツい一面もある。彼女と付き合ってきた男性は皆、最初は痩せ型だが、得意のお菓子を何度も大量に御馳走させられる事で肥満体となり、例外無く「好みの体型で無くなったから」と言われて捨てられる（この事実を何度も目撃してきた一平は、姉は悪女かもしれないと疑っている）。彼女と懇意になりたいスグルは、弟タクミに一平と仲良くするように諭し、前述の菓子攻めが後々に来ることも知らずに仲を狭めて行く。
細川甘太郎
フク助の父親。博士号を持っており、ケロケロ食品でスナック菓子の開発研究を行っている。大好物は甘食。外出前のフェイスケアによりイケメンに変身。常日頃からライバル菓子メーカーに引き抜き（手法はほぼ誘拐）を画策される程、仕事が出来る。
キリ太の父
キリ太の母
タクミの父
タクミの母
ツグムの父
ツグムの母
ツグムの犬
きょうだいを欲しがるツグムに両親が与えたセント・バーナード犬。老齢ゆえ寝てばかりいるが、元は優秀な救助犬。ツグムはその背中にもたれるのが好きだったが、名前を考えていた矢先に寿命で亡くなった。
クリコのママ
フク助の母
のりちゃん
キリ太のいとこ。
のりちゃんの夫
のりちゃんの赤ちゃん
など。

### その他のキャラ
ドエライモン
阿部まりあ
サトミ
キミコ
さより
トンちゃん
トシヒコ
2月29日生まれ。キリ太たちと同じ年だと言っているが･･･。
じいや
アルヘンチーナ
メタルの中学生
など。